# 阿爾曼薩戰役

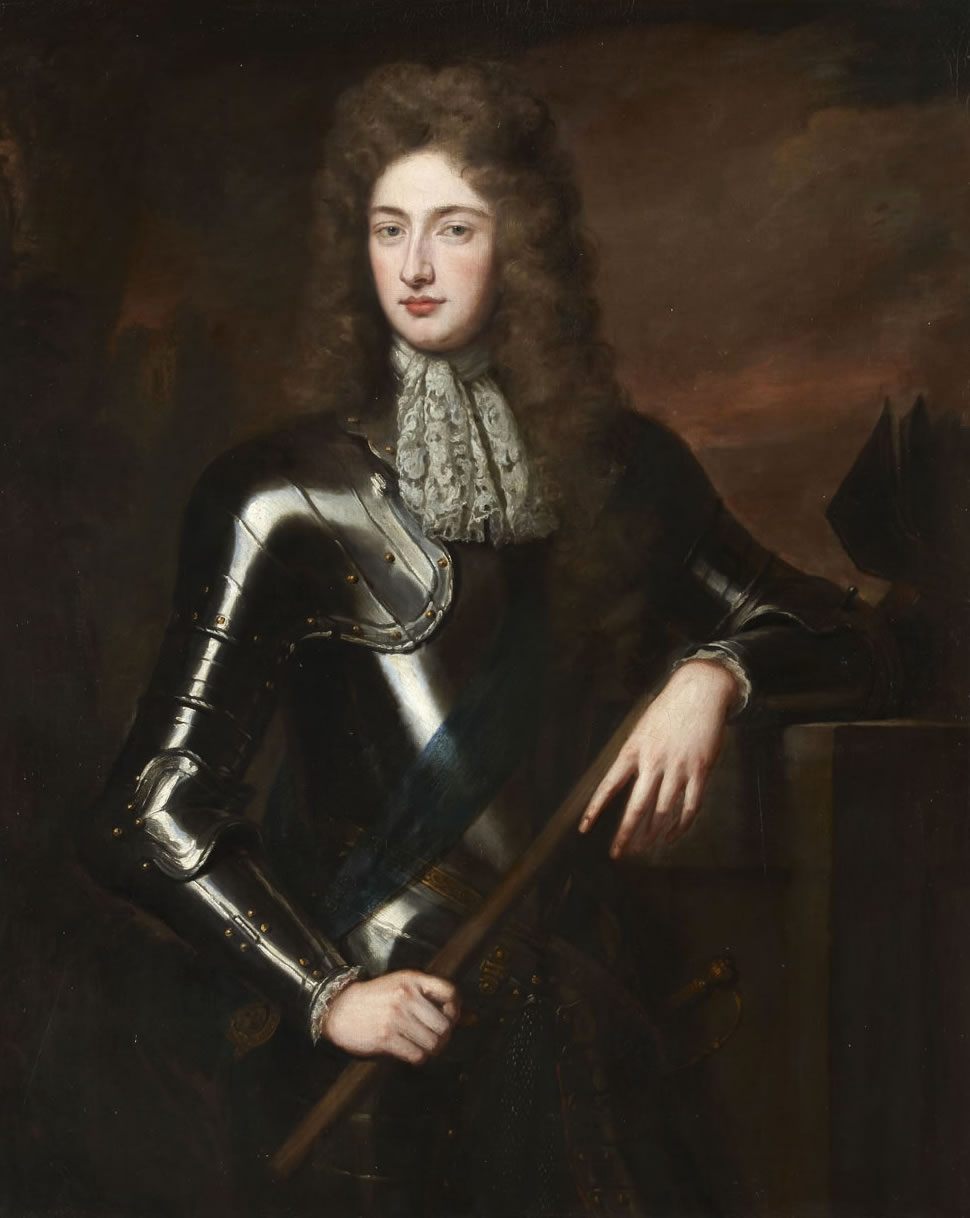
貝里克公爵

阿爾曼薩戰役發生於1707年4月25日，是西班牙王位繼承戰爭的一場戰役，交戰雙方分別為波旁王室的王位宣稱者腓力五世，以及其對手哈布斯堡的查理大公。這場戰役最終由波旁王室獲得勝利，並讓腓力幾乎重奪整個東西班牙。
波旁王室的部隊由貝里克公爵指揮，而哈布斯堡的部隊則由加爾韋伯爵率領。這使得「這場戰役可能是史上唯一場，英軍由法國人指揮，法軍由英國人指揮的戰役」。

## 背景
當時在西班牙發生的戰事與交戰的部隊，深深受到後勤影響所限制，其侷限的程度遠超過法蘭德斯或義大利戰場。由於部隊仰賴當地糧草與其他補給品，故在西班牙北部等乾旱地，貨物與補給品極大部分都依靠水路來運輸。因此掌握制海權的聯軍，可以輕易地對任何沿海地區發起短期攻勢，然而由於缺乏民眾支持，他們無法控制佔有的領土。 
1703年5月，由於葡萄牙國王佩德羅二世倒戈，大同盟獲得了里斯本這個有利的作戰基地。隔年3月，查理大公抵達葡萄牙開始他的陸上征途。但接著波旁王室的部隊在西葡邊境贏得一連串小型的勝利，從而彌補了英軍奪取直布羅陀的損失。之後他們欲報1704年8月馬拉加海戰敗仗之仇，從而發起了陸上包圍，但卻最終於1705年4月放棄。
1705年，加泰隆尼亞與英國簽訂《熱那亞條約》，從而開啟東北方第二條戰線：聯軍首先攻佔了巴塞隆納及瓦倫西亞，導致波旁王室在西地中海的主要港口僅剩土倫一座。腓力五世曾於1706年4月嘗試奪回巴塞隆納但失敗，與此同時聯軍更趁機攻佔了馬德里與薩拉戈薩。但聯軍卻因遠離他們的基地而無法得到補給，被迫進行撤離。到了1706年11月，腓力五世控制的範圍包含了卡斯提亞王權、莫夕亞及部分瓦倫西亞王國。
聯軍先在1706年5月的拉米伊戰役中獲得勝利，並於同年9月的都靈圍城戰中迫使法軍轉入守勢，於是加爾韋伯爵認為他們應當利用此一優勢情境，在1707年發起新的一輪攻勢。然而聯軍在西班牙的指揮官彼得伯勒伯爵卻命令其在加泰隆尼亞的麾下部隊鞏固他們既有的領域，而非進行戰鬥。所以當貝里克公爵開始向瓦倫西亞逼近時，加爾韋伯爵雖然試圖去截擊他但卻是寡不敵眾。

## 戰役過程
波旁王室的部隊大約有兩萬五千人，西軍與法軍約莫各占一半，另外還有愛爾蘭軍團參戰。而加爾韋伯爵率領的約一萬六千名或兩萬多名聯軍，則包含了葡軍、英軍、荷軍、德軍以及法國胡格諾派。
4月25日一早，聯軍拔寨出發，經歷了漫長又勞累的行軍後，終於抵達阿爾曼薩。貝里克公爵則是將他的部隊布置到阿爾曼薩城前方的兩條防線上，麾下的步兵防守中央防線，法軍與西軍的騎兵則佈於兩翼。雖然加爾韋伯爵這邊的聯軍明顯是寡不敵眾，他還是在經過兩軍短暫的砲兵交火後，選擇在當日下午發起他的進攻。
聯軍的步兵成功擊退了波旁的中央部隊，但卻導致該部與右翼由已年邁的米納斯侯爵指揮的葡萄牙部隊間，出現了缺口。有鑑於此，法西聯軍的騎兵發起了進攻，根據貝里克公爵的記述，葡軍雖一度英勇反擊，但最終仍是潰敗逃逸。他們的撤退雖受到米納斯個人指揮的數個分隊的掩護，而米納斯的情婦也在以男裝模樣協助撤退過程中而戰死。
聯軍中央戰線現正遭受三個方向的攻擊，加爾韋伯爵雖投入騎兵預備隊後成功撤出部分部隊，但仍有13個營與剩餘部隊失去聯繫。這些失去聯繫的部隊因被西軍騎兵追擊，他們只得在戰場的12公里外建立了一個防禦陣地，但仍在隔天早上投降。兩天後，貝里克公爵邀請被俘軍官們參加了場宴會。
根據亨利卡門的說法，盟軍有4,000人傷亡和3,000人被俘，法西聯軍則是5,000人傷亡。而根據法國軍事歷史學家佩里尼的說法，法西聯軍的傷亡總數約為2,000人，盟軍則有5,000人傷亡和10,000人被俘。根據加斯頓·博達特的說法，法西聯軍21,000人的軍隊損失了2,000人，盟軍16,000人的軍隊損失了12,000人。根據華金·阿爾巴雷達的說法，法西聯軍損失1,500人，而盟軍損失7,000人。最後，根據《西班牙歷史概要》的說法，法西聯軍損失了2,000人，盟軍損失了17,000人。

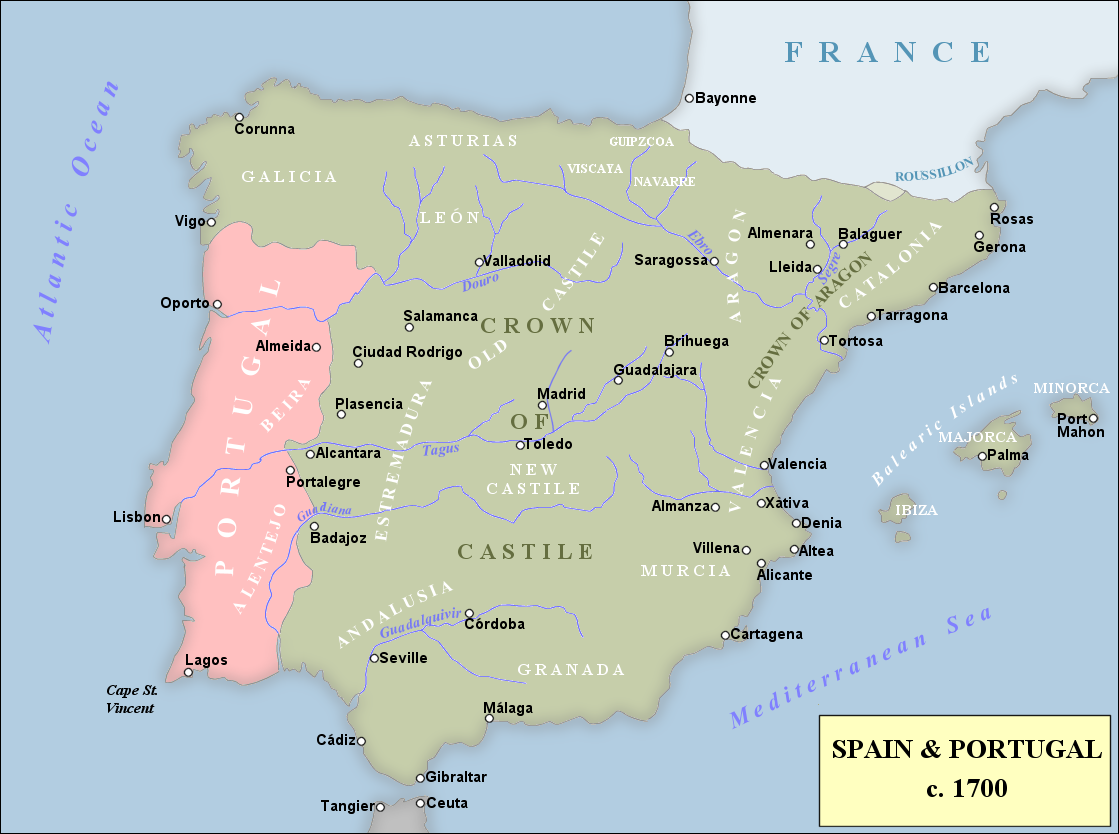
西班牙半島，包含卡斯提爾及阿拉貢兩王權的位置。

## 結果
這場勝利鞏固了波旁王室在西班牙的地位，並讓他們控制了西班牙東北部。到了1707年底，聯軍控制範圍再次被限縮於加泰隆尼亞和巴利亞利群島。因此，阿爾曼薩戰役也被稱為「西班牙戰事中最重要的單場戰役」（the single most important battle fought in Spain）
接著波旁王室又包圍了哈蒂瓦，該城後來於6月投降時，城內多數地區已被摧毀，同時城市名也被改為「聖腓力」（San Felipe）。為了紀念這些事件，當地的博物館現今仍懸掛著國王的肖像。

## 歷史遺產
貝里克在阿爾曼薩戰役中所使用的戰術被包括腓特烈大帝在內的許多人推崇，後者更說這是該世紀最精彩的戰役。 此外，當地還設有「阿爾曼薩戰役博物館」（Museo Batalla de Almansa），定期還會舉行阿爾曼薩戰役重演。
瓦倫西亞王國和加泰羅尼亞兩個自治體的失敗及其後續發展，產生了兩個現代諺語：「De ponent, ni vent ni gent」（從西方來看，既不是風，也不是人）以及「Quan el mal ve d'Almansa, a tots alcança」（來自阿爾曼薩的壞消息傳達給每個人）。

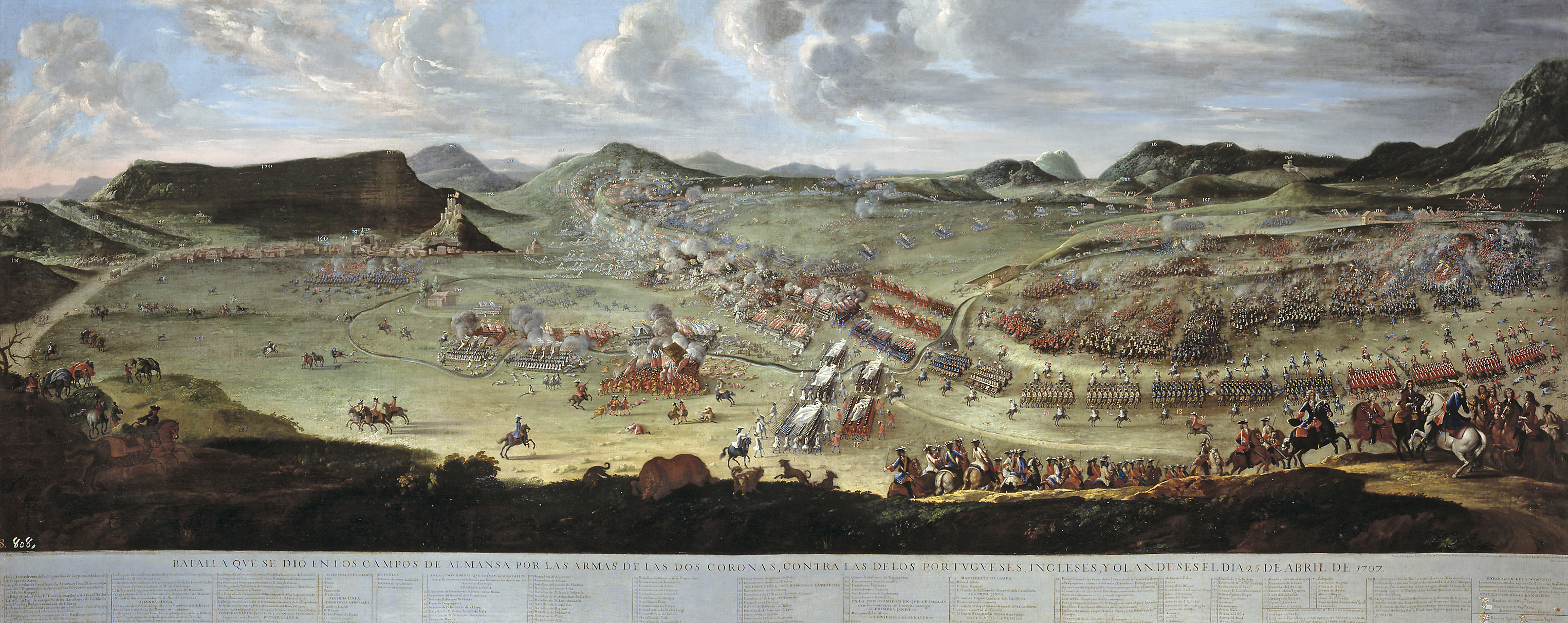
阿爾曼薩戰役(Batalla de Almansa)，由布歐納文圖拉·里格理繪製，並由菲利波·帕洛塔(Filippo Pallotta)做景觀美化

## 備註
1. ↑  詹姆斯二世的私生子
2. ↑  一位流亡在外的法國胡格諾派
3. ↑  直至19世紀當地開始鐵道建設後才有所改變

## 來源
- Cavendish, Richard; The Battle of Almanza; (History Today, 2007);
- Childs, John; The Nine Years' War and the British Army, 1688-1697: The Operations in the Low Countries; (Manchester University Press, 2013);
- Francis, A.D.; Portugal and the Grand Alliance; (Journal of Historical Research, Volume 38, Issue 97);
- Kamen, Henry; Spain's Road to Empire: The Making of a World Power, 1492-1763; (Penguin, 2003 ed);
- Lynn, John; The Wars of Louis XIV, 1667-1714; (Longman, 1999);
- Norwich, John Jules; The Middle Sea; A History of the Mediterranean; (Chatto & Windus, 2007);

## 外部連結
- 阿爾曼薩戰役三百週年
- 戰略地圖概覽
- La Batalla de Almansa （页面存档备份，存于）
- Batalla de Almansa
- A description of the battle plus a song from the A Pedlar's Pack of Ballads and Songs
- Panoramic view of the II Recreation of the Battle of Almansa (2009) （页面存档备份，存于）
- 阿爾曼薩戰役戰鬥序列 （页面存档备份，存于）

38°52′28″N 1°5′37.30″W / 38.87444°N 1.0936944°W